# X-Men: Az elsők
Az X-Men: Az elsők (eredeti cím: X-Men: First Class) 2011-ben bemutatott misztikus sci-fi akciófilm. Rendezője Matthew Vaughn. Az eredeti szereplőket a Marvel Comics alkotta meg. Az ötödik X-Men-film időben azok előtt játszódik.
Bemutatója 2011. június 1-jén volt az Egyesült Királyságban és 2011. június 3-án az Egyesült Államokban.
Magyarországi bemutató: 2011. június 2.
A film a fő-trilógia előzménye.  A film főszereplői James McAvoy mint Xavier professzor és Michael Fassbender mint Erik / Magneto; további szereplők Kevin Bacon, January Jones, Rose Byrne, Jennifer Lawrence, Zoë Kravitz, Nicholas Hoult és Lucas Till.

## Rövid történet
A történet nagy része 1962-ben játszódik, a kubai rakétaválság idején. A fő fókuszban Charles Xavier és Magneto kapcsolata áll (ami eleinte baráti, a történet végén ellenfelekké válnak) és a mutánsok csapatának kialakulása.

## Cselekmény
A második világháború alatt, 1944-ben az elfoglalt Lengyelországban létesített koncentrációs táborban Dr. Schmidt észreveszi, amint a fiatal Erik Lensherr dühében meggörbíti a fémből készült kaput, amikor elválasztják a szüleitől. Erik olyan erős vonzóerőt kelt, amivel négy katonát magával vonszol. Az irodájában Schmidt azt az utasítást adja a fiúnak, hogy mozgasson egy pénzdarabot, ami az asztalon van. Erik próbálkozik vele, de nem sikerül. Schmidt behozatja a fiú anyját, majd lelövi, amikor továbbra sem sikerül a produkció. Anyja halála dühkitörést vált ki a fiúból, a fémtárgyak meggörbülnek és a levegőben repülnek. Schmidt örömmel fogadja ezt és megígéri a fiúnak, hogy a szövetségese lesz.
Egy nagy családi házban (Westchester County, New York állam) egy fiatal telepata, Charles Xavier találkozik az otthon nélküli alakváltóval, a kék bőrű Ravennel. Mindketten örülnek, hogy a másik különbözik a „normális” emberektől.
1962-ben a felnőtt Lensherr Genfben van, ahová Schmidtet követte, mert bosszút akar rajta állni. Egy bankban megszerzett bizalmas információ szerint Schmidt Argentínában van.
Angliában az Oxford University-n Xavier befejezi a tanulmányait és megjelenteti tanulmányát a mutációról; Raven a féltestvéreként vele él. Las Vegasban a CIA-ügynök Moira MacTaggert követi Hendry ezredest egy Hellfire Club szórakozóhelyre, ahol meglátja Sebastian Shaw-t, Emma Frostot és Azazelt. Miután Shaw megfenyegeti Hendry-t, Azazel eltűnik az ezredessel; pár pillanattal később Hendry az amerikai elnök válságcentrumában ül az asztalnál, és korábbi véleményével ellentétben támogatja, hogy az USA atomrakétákat telepítsen Törökországba. Shaw nem sokkal később megöli Hendry-t; felfedi, hogy ő Schmidt, és az a mutáns tulajdonsága, hogy energiát tud elvonni a környezetéből és irányítottan ki is tudja azt bocsátani. Ez a tulajdonsága egyúttal fiatalon tartja.
MacTaggert meggyőzi Xaviert és Ravent, hogy csatlakozzanak a CIA csapatához, ugyanakkor meggyőzi a CIA-igazgató McCone-t arról, hogy nem a mutánsok jelentik a fenyegetést, hanem Shaw. A mutánsokat egy titkos CIA-bázisra viszik.
Xavier meghatározza Shaw tartózkodási helyét, és időben megmenti Eriket a megfulladástól, miközben az Shaw tengeralattjáróját próbálja a felügyelete alá vonni. Xavier elviszi Eriket a titkos bázisra, ahol találkozik Hank McCoy-jal, a fiatal tudóssal (aki szintén mutáns, a lábujjait kézként tudja használni). Hank és Raven között szimpátia alakul ki. Hank megígéri neki, megoldást talál rá, hogy a megjelenésük „normális” legyen.
Xavier teszteli Hank egyik találmányát, a Cerebrót, amivel a mutánsok fizikai helyzetét lehet meghatározni. Ennek segítségével találják meg a sztriptíztáncosnő Angel Salvadore-t; a taxisofőr Armando Muñozt (későbbi neve: Darwin); a hadsereg börtönében a később Havoknak nevezett egyént, és Banshee-t/Sean Cassidyt. Egy névadás során Raven a Mystique nevet veszi fel, Charles a „Prof. X” nevet kapja, Erik pedig „Magneto” lesz.
Amikor Frost találkozik egy orosz tábornokkal Oroszországban, Xavier és Erik elkapják. Ezalatt Azazel, Shaw és Riptide megtámadják a CIA titkos bázisát, ahol a fiatal mutánsok tartózkodnak, és mindenkit megölnek, aki az útjukba áll. A mutánsokat Shaw csatlakozásra szólítja fel, mivel szerinte a társadalom ellenséges velük szemben. Angel rögtön csatlakozik. Amikor Darwin megpróbál ellenszegülni, Sahw megöli.
Miután a titkos CIA-bázis megsemmisült, Xavier a családi kastélyukba invitálja a mutánsokat, ahol kiképzést ígér nekik.
Hank McCoy védőöltözetet és egy lopakodó repülőgépet tervez. Moszkvában Shaw meggyőz egy orosz tábornokot arról, hogy Oroszországnak válaszként atomrakétákat kell telepítenie Kubába.
A kubai rakétaválság idején John F. Kennedy, az Egyesült Államok elnöke többször beszél az amerikai néphez. Első lépésként tengeri blokádot hoz létre Kuba körül, így az orosz rakéták nem juthatnak el a tervezett helyükre.
Shaw az orosz flotta közelében, a tengeralattjáróján tartózkodik és egy különleges sisakot visel, ami leárnyékolja a gondolatait, így Xavier nem tudja felderíteni a helyzetét. Shaw célja a harmadik világháború kirobbantása, hogy az emberek elpusztuljanak, és a radioaktív sugárzás miatt több mutáns jöjjön létre.
Raven bebújik Erik ágyába, ő azonban azt mondja neki, fontosabb lenne, hogy önmagát elfogadja. McCoy kidolgoz egy szert, amit injekcióban beadva megváltozna a külsejük, Raven azonban már nem akar „normálisan” kinézni. McCoy beadja magának, de annak hatására egész külsejét kék színű szőr borítja be és kezei helyett mancsai lesznek. Ennek ellenére képes az általa tervezett lopakodó repülőgépet vezetni, amivel társait a tengeri konfliktus várható helyére viszi. Itt hanglokáció segítségével meghatározzák Shaw tengeralattjárójának helyét, Erik pedig kiemeli a víz alól és a partra teszi. Erik behatol a tengeralattjáró belsejébe, és megöli Shaw-t: a gyermekkora óta nála lévő pénzdarabot lassan keresztülvezeti az agyán.
Az amerikai és az orosz kormány is fenyegetést lát a mutánsokban, ezért azonnali elpusztításukra adnak parancsot: a hajók ágyúkkal és rakétákkal lőnek rájuk. Erik azonban könnyedén megállítja a lövedékeket a levegőben, és Xavier tiltakozása ellenére visszafordítja azokat. Amikor MacTaggert rálő Erikre, ő ezeket a golyókat is elhárítja magától. Az egyik Xavier gerincét találja el. Közben a visszafordított lövedékek felrobbannak a levegőben. Xavier lábai lebénulnak. Az addig egységes csapat kettéválik, egy részük úgy gondolja, hogy az emberek ellen harcolni kell, ők Erikhez csatlakoznak: Mystique, Angel, Riptide és Azazel. A többiek Xavier mellett maradnak, aki tanítani akarja őket és a békés egymás mellett élés híve.
A kerekes székben közlekedő Xavier és a mutánsok visszatérnek a kastélyba, ahol Xavier iskolát akar nyitni a számukra. MacTaggert megígéri neki, hogy sohasem fedi fel az iskola helyét és megcsókolják egymást. Később a CIA értekezletén azt mondja, hogy csak halvány emlékei vannak arról, hogy mi is történt vele az elmúlt időszakban. Magneto (=Erik) és a többiek kiszabadítják Frostot, aki csatlakozik hozzájuk.

## Szereplők
| Szerep                     | Színész                  | Magyar hang            | Leírás |
| -------------------------- | ------------------------ | ---------------------- | --- |
| Charles Xavier             | James McAvoy             | Hevér Gábor            | Telepatikus mutáns vezető és az X-Men alapítója. Erik Lehnsherr közeli barátja, amíg a mutánsok emberiségben elfoglalt helyéről vallott eltérő nézeteik miatt összevesznek. |
| Erik Lehnsherr             | Michael Fassbender       | Hujber Ferenc          | Náci vadász és mutáns, aki képes elektromágneses mezők manipulálására és létrehozására. Xavier barátja és szövetségese lesz, amíg filozófiai nézetkülönbségeik miatt összevesznek. |
| Sebastian Shaw             | Kevin Bacon              | Epres Attila           | Egykori mutáns náci tudós, a Hellfire Club vezetője, egy titkos társaság, amely a világuralomra tör. Képes elnyelni és átirányítani a mozgási és sugárzó energiát. |
| Moira MacTaggert           | Rose Byrne               | Zsigmond Tamara        | CIA ügynök, aki összebarátkozik Xavierrel és Lehnsherrrel. |
| Raven Darkhölme / Mystique | Jennifer Lawrence        | Bogdányi Titanilla     | Alakváltó mutáns, Xavier gyerekkori barátja és örökbefogadott nővére, aki csatlakozik Lehnsherr Mutánsok Testvériségéhez, és Hank szerelmi érdeklődése. |
| Raven Darkhölme / Mystique | Rebecca Romijn (idősebb) | Bogdányi Titanilla     | Alakváltó mutáns, Xavier gyerekkori barátja és örökbefogadott nővére, aki csatlakozik Lehnsherr Mutánsok Testvériségéhez, és Hank szerelmi érdeklődése. |
| Fekete ruhás férfi         | Oliver Platt             | Kapácsy Miklós         | CIA ügynök és az X Divízió vezetője, egy X-Menekkel együttműködő kormányügynökség. |
| Janos Quested / Riptide    | Álex González            | Nem szólal meg         | A Hellfire Club néma mutáns tagja, aki képes hatalmas forgószelet létrehozni a kezéből és a testéből. |
| Azazel                     | Jason Flemyng            | Kárpáti Levente        | Mutáns, aki képes teleportálni, és tagja a Hellfire Clubnak is. |
| Angyal Salvadore           | Zoë Kravitz              | Berkes Boglárka        | Mutáns, akinek szitakötőszárnyak vannak a testén, és savas nyála van. |
| Emma Frost                 | January Jones            | Csondor Kata           | Rendkívül erős mutáns telepata, aki képes egész testét kemény gyémánt formára változtatni, ami emberfeletti erőt, állóképességet, pszionikus immunitást és tartósságot biztosít neki, de telepatikus képességeinek használata árán. A Hellfire Club tagja.                             |
| Hank Mccoy / Bestia        | Nicholas Hoult           | Előd Botond            | Tudós, aki a majmokéhoz hasonló mutáns képességekkel rendelkezik. Megpróbálja kigyógyítani magát mutációjának szerinte fizikailag gyengítő aspektusaiból, csakhogy egy félelmetes kinézetű, kék szőrű, vérfarkasra emlékeztető, leonikus tulajdonságokkal rendelkező lénnyé alakul át. |
| Cassidy / Vészmadár        | Caleb Landry Jones       | Takátsy Péter          | Amerikai mutáns, aki hihetetlenül erős ultrahangos sikolyok, hangrobbanások, hangrobbanások és hanghullámok kibocsátására képes, amelyeket különböző módon használnak, többek között repülési eszközként is.                                                                           |
| Armando Muñoz / Darwin     | Edi Gathegi              | Rajkai Zoltán          | Mutáns a "reaktív evolúció" képességével. |
| Alex Summers / Plazma      | Lucas Till               | Czető Roland           | Mutáns, aki képes energiát elnyelni és lövések formájában kibocsátani. |
| Hendry ezredes             | Glenn Morshower          | Barbinek Péter         | Az amerikai hadsereg tisztje, aki kényszerítette a Hellfire Club. |
| McCone                     | Matt Craven              | Perlaki István         | CIA igazgató. |
| Orosz tábornok             | Rade Šerbedžija          | Cs. Németh Lajos       | Orosz tábornok. |
| William Stryker            | Don Creech               | Koroknay Géza          | William Stryker őrnagy apja. |
| Mrs. Xavier                | Beth Goddard             | Sági Tímea             | Charles Xavier anyja. |
| James Logan / Farkas       | Hugh Jackman             | Sinkovits-Vitay András | Kanadai mutáns és jövőbeli X-Men tag. |

## A film készítése

### Előkészületek
2006 áprilisában, egy hónappal az X-Men: Az ellenállás vége megjelenése előtt Zak Penn író nyilvánosságra hozta, hogy leszerződött egy spin-off megírására. Matthew Vaughn 2010 májusában szerződött le a filmhez. Nem sokkal a csatlakozása után a Fox bejelentette a film megjelenési dátumát: 2011. június 3. és Jane Goldmant szerződtették egy újabb átírásra. Vaughn az X-Men: Az elsőket a 2009-es Star Trek film mintájára szerette volna elkészíteni, amiben friss, új arcok jelennek meg a korábban ismert szereplők helyett. Egy jelenetet, amiben egy álomban forgó szobák jelennek meg, törölni kellett, miután az Eredet című film megjelent. A film 1960-as évekbeli környezetének kialakítására hatottak a James Bond filmek. Az X-Men ruhák jobban megfelelnek az eredeti képregényben megjelent ruháknak, a korábbi három filmmel ellentétben.
Matthew Vaughn ezt nyilatkozta: „Az elvarratlan szálak izgattak. Rendkívül lelkes voltam, amikor az X3-at közösen megírtuk Simon Kinberggel és Zak Penn-nel. Hat nap alatt csináltuk meg, a vázlatkönyvvel együtt. Aztán, mint egy idióta, azt gondoltam, nem lesz elég időm megcsinálni a filmet, amit szeretnék, ezért kiléptem a produkcióból. Ezt azóta is bánom. Amikor a Fox-tól felhívtak, hogy meg akarom-e csinálni az X-Men: Az elsők filmet, azt hittem, viccelnek velem.” „A fő célom az volt, hogy ez a film önmagában is megálljon, a többi filmtől függetlenül. Ugyanakkor, ami a többi filmben működött, azt átvettem, vagy utaltam rájuk. Ez jó móka volt.”
A film költségei megközelítőleg 160 millió dollárra rúgtak az adó levonása előtt. A tényleges költség 140 millió dollár lett.

### Forgatás
A film forgatása 2010. augusztus 31-én kezdődött Oxfordban (Anglia). A helyszínek között volt a St Aldate's utca és az Oxford egyetem néhány épülete. A forgatás itt mindössze két napig tartott. A produkció átvonult a Pinewood Studios-ba, és októberben Georgia államba (USA). Itt a lehetséges helyszínek között volt Jekyll Island, Thunderbolt (Georgia állam) és Savannah (Georgia állam). Valamint Louisiana állam, Észak-Karolina és Nyugat-Michigan is szóba került. A Jekyll Islandet azért választottuk a Tybee Islanddel szemben (Georgia állam), mert az egyik producer megnézte mindkettőt a Google Föld programban, és úgy találta, hogy Jekyll közelében kékebb a víz színe. Additional location shooting took place in Russia. A történet szerint Argentínában lévő partmenti kisváros, Villa Gesell kocsmai jelenetét máshol vették fel.

## Zenei anyaga
A film hivatalos dalát, a Love Love-ot, ami a film végén látható stáblista alatt szól, a brit Take That zenekar játssza. A dal 2011. május 11-én jelent meg.

## Fogadtatás

### Bevételek
Az X-Men: Az elsők filmet megközelítőleg 6900 moziban mutatták be 3641 helyszínen az Egyesült Államokban. Nyitóhétvégéjén 55,1 millió dollár bevételt szerzett és ezzel felkerült a amerikai és kanadai bevételi lista élére. A péntek éjszakai bemutatója alatt 3,37 milliós bevétele volt. Ez a nyitás összességében alacsonyabb volt, mint az X-Men: Az ellenállás vége (102,7 millió), az X-Men 2 / X2: X-Men United (85,5 millió) és az X-Men kezdetek: Farkas (85,0 millió) első heti bevétele, de valamivel magasabb, mint az eredeti X-Men filmé (54,5 millió). A 20th Century Fox igazgatósága elégedett volt az eredménnyel. A film a külföldi piacokon 61 millió dollár bevételt produkált az első hete alatt.
2011. július 10-i adatok szerint a film összbevétele 142 090 071 dollár az Egyesült Államokban és 200 300 000 a nemzetközi piacokon.

### Kritikai reakciók
A film többnyire pozitív kritikákat kapott. A filmkritikusok véleményét összegző Rotten Tomatoes 87%-ra értékelte 218 vélemény alapján (2011-06-14). A hasonló működésű Metacritic 65/100-ra értékelte 37 vélemény alapján.
Frank Lovece a Film Journal International filmkritikusa üdvözölte „a film szellemes forgatókönyvét és a több szálon futó cselekményt, amiben egymásba fonódnak az érzelmektől fűtött akciók.” Ugyanakkor megjegyezte: „Nem gyerekeknek való film. A film kezdő, szívszorító percei a második világháború egyik fogolytáborában játszódnak, ahol végig németül beszélnek és a feliratot olvasni kell.”
Peter Howell a Toronto Startól „eszes kasszasiker film”-nek nevezte, és hozzátette: „Vaughn hasonló frissességet visz ebbe a filmbe, mint amit korábbi alkotásában, a HA/VERban is tett, és egy úgy éri el, hogy a drámai tartalom is megmarad.”
Roger Ebert filmkritikus habozva „high-tech és jól eljátszott film”-nek nevezi, de hozzáteszi: „hétvégi szórakozásnak jó, de nem igazi képregény-film”.

## Érdekességek
- Amikor Xavier kipróbálja az új találmányt, a Cerebrót, látható a fiatal Vihar/Ciklon is.
- A képregénnyel ellentétben, ahol Xaviert Azazel letaszítja egy szikláról és akkor bénul meg, a filmben ezt Moira MacTaggert CIA-ügynök eltévedt golyója okozza.

## Különbségek más X-Men filmekhez képest
- Az első X-Men filmben Professzor X elmondja Farkasnak, hogy a Cerebrót Magneto készítette – ebben a filmben Hank McCoy.
- Az X-Men kezdetek: Farkas-ban (aminek ideje e film után van) egy jelenetben Professzor X tolószék nélkül látható.

## Fordítás
Ez a szócikk részben vagy egészben  a   X-Men: First Class című angol Wikipédia-szócikk fordításán alapul.  Az eredeti cikk szerkesztőit annak laptörténete sorolja fel. Ez a jelzés csupán a megfogalmazás eredetét és a szerzői jogokat jelzi, nem szolgál a cikkben szereplő információk forrásmegjelöléseként.
Ez a szócikk részben vagy egészben  a   X-Men: Erste Entscheidung című német Wikipédia-szócikk fordításán alapul.  Az eredeti cikk szerkesztőit annak laptörténete sorolja fel. Ez a jelzés csupán a megfogalmazás eredetét és a szerzői jogokat jelzi, nem szolgál a cikkben szereplő információk forrásmegjelöléseként.